# Henri Nathansen

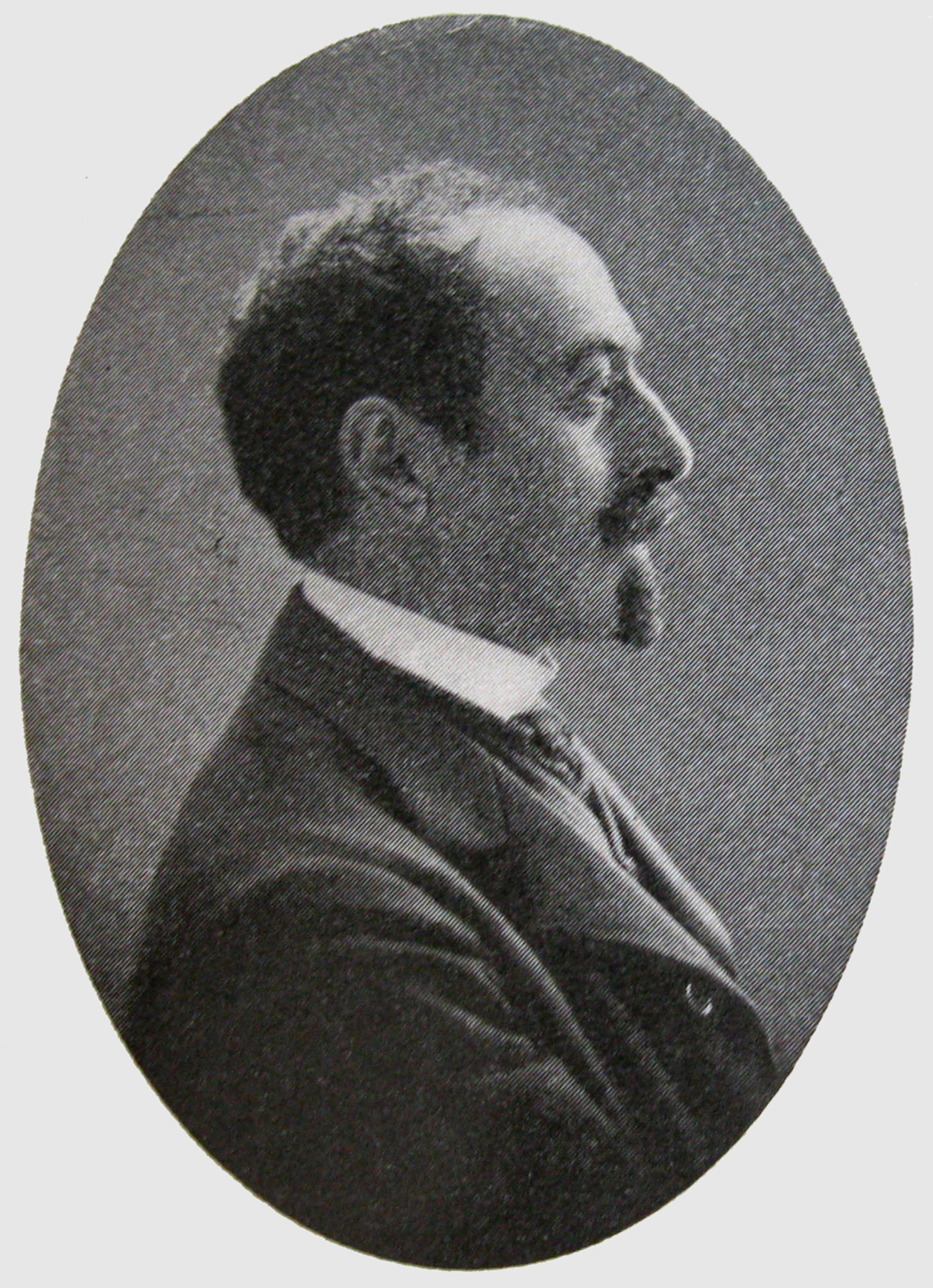
Henri Nathansen (1909)

Henri Nathansen (geboren am 17. Juli 1868 in Hjørring; gestorben am 16. Februar 1944 in Lund, Schweden) war ein dänischer Schriftsteller und Theaterregisseur. Sein Schauspiel Hinter Mauern (1913) wurde in den Dänischen Kulturkanon aufgenommen.

## Leben und Werk
Henri Nathansen studierte Jura. Den Rechtsanwaltsberuf gab er 1909 auf und wurde Theaterregisseur an Det Kongelige Teater. Im Oktober 1943 gelang ihm die Flucht vor der deutschen Judenverfolgung nach Schweden, wo er vier Monate später Suizid beging.
Nathansen schrieb Theaterstücke, Romane und eine Biografie über Georg Brandes. Er schrieb auch unter dem Pseudonym Frater Taciturnus. Sein Drama Indenfor Murene wurde 1912 unter seiner eigenen Regie in Kopenhagen uraufgeführt. Die deutsche Übersetzung Hinter Mauern durch John Josephson erschien 1913 auf der Bühne des Berliner Komödienhauses. Das Stück wurde später auch verfilmt.
Das Werk Indenfor Murene gilt als eines der berühmtesten dänischen Theaterwerke des 20. Jahrhunderts. Die im Titel beschworenen Mauern um die ehemaligen Migranten lösen sich durch die Teilhabe an dänischer Politik und Gesellschaft allmählich auf.

## Werke (Auswahl)
- Sommernat (1899) (Erzählung)
- Den forbudne Frugt (1901) (Drei Erzählungen)
- Floden (1902) (Roman)
- Mo'r har Ret (1904)
  - Mutter hat Recht: Komödie in 3 Akten. Übersetzung John Josephsohn. Berlin: Oesterheld, 1913
- Den gode Borger (1907)
  - Der gute Bürger: Schauspiel in 3 Akten. Berlin: Oesterheld, 1914
- Danas Have (1908) (Schauspiel)
- Daniel Hertz (1908)
  - Daniel Hertz: Schauspiel in drei Akten. Berlin: Vertriebsstelle des Verbandes Deutscher Bühnenschriftsteller, 1909
- Indenfor Murene (1912)
  - Hinter Mauern : Schauspiel in 4 Akten. Übersetzung John Josephsohn. Berlin: Oesterheld, 1913
- Affæren (1913)
  - Die Affäre. Ein bürokratisches Lustspiel in 4 Akten. Übersetzung John Josephsohn. Berlin: Oesterheld, 1913
- Dr. Wahl (1915)
  - Dr. Wahl: Schauspiel in drei Akten mit einem Vorspiel und einem Nachspiel. Übersetzung John Josephsohn. Berlin: Oesterheld, 1915
- Af Hugo Davids Liv. Vier Teile (Teil 4 1917) (Roman)
- Protest gegen die Judenpogrome. Rede gehalten auf der Protestversammlung in Kopenhagen, 27.11.1918 anlässlich der Pogrome in Polen. Kopenhagen: Bureau der zionistischen Organisation, 1919
- Georg Brandes. Et Portræt (1929)
  - Jude oder Europäer, Porträt von Georg Brandes. Mit 8 Bildnissen. Übersetzung Erwin Magnus. Frankfurt am Main: Rütten & Loening, 1931
- Mendel Philipsen & Søn (1932)
  - Sofie. Roman. Übersetzung Lothar Schneider. München: Heyne, 1993, ISBN 978-3-453-07020-2. Verfilmt mit Liv Ullmann, 1992